# Dőry Ferenc

A jobaházi Dőry család címere

Jobaházi Dőry Ferenc Károly Lőrinc (Szekszárd, 1875. november 26. – Zomba, 1960. február 15.) történetíró, országos levéltári főigazgató.

## Élete
A dunántúli nemesi származású jobáházi Dőry család sarja. Édesapja, jobaházi Dőry Dénes (1844-1900), országgyűlés főrendiházának a tagja, édesanyja, Jálics Mária (1848-1923) volt. Apai nagyszülei jobaházi Dőry Frigyes (1807-1881), királyi tanácsos, Tolna vármegye alispánja, és boronkai és nezettei Boronkay Laura (1814-1882) voltak.
1898-ban került az Országos Levéltárba, ahol 1922-ben igazgató lett, 1932-ben pedig főigazgató. Két évre rá nyugdíjba vonult. 1913-ban és a következő évben a Magyar Kultúra c. periodikát szerkesztette.
1936. május 25.-én Budapesten, a Józsefvárosban házasságot kötött Jászai Margittal, Jászai József és Mayer Ilona lányával.

## Művei
- Gróf Buttler János házassága (Pécs, 1931);
- Bus Jakab emlékezete (Bp., 1936).